# Ségur-les-Villas
Ségur-les-Villas (Okzitanisch: gleicher Name) ist eine französische Gemeinde mit 215 Einwohnern (Stand 1. Januar 2022) im Département Cantal in der Region Auvergne-Rhône-Alpes; sie gehört zum Arrondissement Saint-Flour.

## Geografie
Ségur-les-Villas liegt rund 30 Kilometer nordwestlich der Kleinstadt Saint-Flour innerhalb des Regionalen Naturparks  Volcans d’Auvergne.
Zur Gemeinde gehören die Siedlungen Aymas, La Gazelle, Le Jolan, Le Monteil, Ségur-les-Villas, Villas und zahlreiche Einzelgehöfte.

## Geschichte
Die Gemeinde gehört historisch zur Region Cézallier innerhalb der Auvergne. Ségur-les-Villas gehörte von 1793 bis 1801 zum District Murat und war von 1793 bis 2015 Teil des Kantons Allanche.

## Bevölkerungsentwicklung
| Jahr                       | 1962 | 1968 | 1975 | 1982 | 1990 | 1999 | 2012 | 2019 |
| Einwohner                  | 588  | 529  | 434  | 404  | 318  | 270  | 225  | 212  |
| Quellen: Cassini und INSEE |      |      |      |      |      |      |      |      |

## Sehenswürdigkeiten
- Kirche Saint-Martial
- Kapelle Notre-Dame-de-Valentine aus dem 12. Jahrhundert
- Schloss Château de La Revel aus dem 19. Jahrhundert
- Brunnen auf dem Dorfplatz von Ségur-les-Villas aus dem Jahr 1872

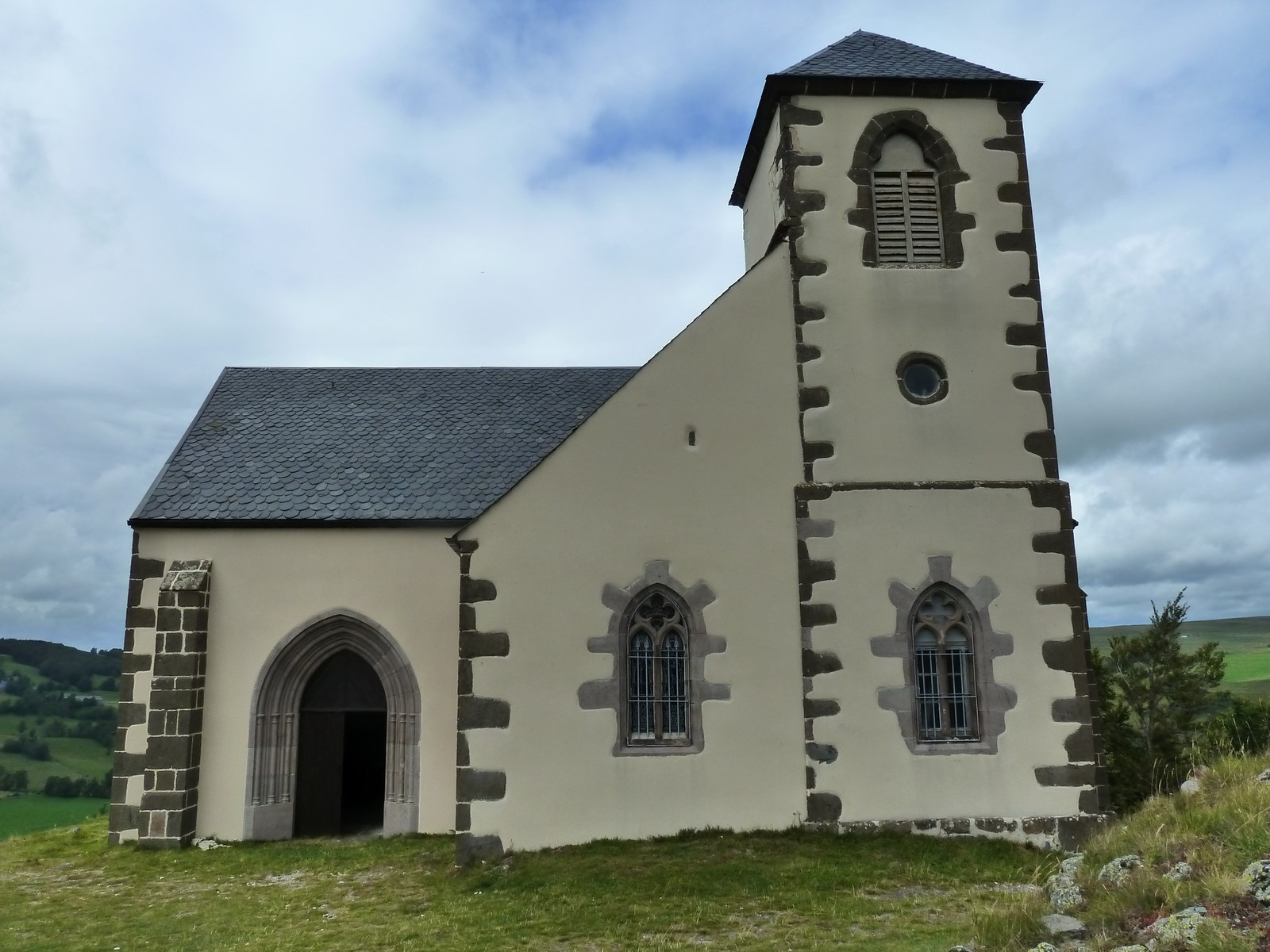
Kapelle Notre-Dame-de-Valentine

- See und Torfmoor von Le Jolan
- Mühle in La Gazelle
- Restaurierter Ofen in Le Monteil

Quelle: